# Viking Sky
Viking Sky è una nave da crociera che è stata varata nel 2016 ed è entrata in servizio nel 2017. È gestita dalla Viking Ocean Cruises. Il 23 marzo 2019, ha subito un guasto al motore al largo della Norvegia.

## Caratteristiche tecniche
Viking Sky è lunga 228,2 metri. Viking Sky, ha 465 cabine per i passeggeri, tutte esterne con balconi. A bordo, ha due piscine, un centro benessere, un centro fitness, due ristoranti, diverse sale e bar, un ponte sportivo, un teatro e vari negozi.
Come la maggior parte delle moderne navi da crociera, la Viking Sky ha una propulsione diesel-elettrico. Ha quattro generatori diesel principali MAN 32 44CR: due motori 9 cilindri con una potenza nominale di 5.040 kW (6.760 CV) e due motori 12 cilindri che producono 6.720 kW (9.010 CV) ciascuno.
La Viking Sky appartiene ad una serie di navi da crociera costruite da Fincantieri ad Ancona per la Viking Ocean Cruises. A partire dal 2019, ha cinque navi gemelle in funzione (Viking Star, Viking Sea, Viking Sun, Viking Orion e Viking Jupiter) e una in costruzione (Viking Venus). La Viking Sky è stata costruita il 20 dicembre 2013, è stata varata il 23 marzo 2016 e consegnata il 26 gennaio 2017. La nave era originariamente programmata per essere consegnata nel 2016 con il nome di Viking Sea, ma la sua consegna è stata ritardata fino al 2017. È stata battezzata nel giugno 2017 a Tromsø. La nave è registrata presso il porto di Bergen.

## Incidente
Il 23 marzo 2019 la nave da crociera era in viaggio da Tromsø a Stavanger. C'erano 1.373 persone a bordo: 915 passeggeri e 458 membri dell'equipaggio. A causa di una forte tempesta e del mare agitato, ha avuto un guasto al motore a Hustadvika, appena al largo della costa tra Molde e Kristiansund in Norvegia, e ha iniziato a puntare verso terra. Gli elicotteri hanno iniziato a evacuare i 1.300 passeggeri e i membri dell'equipaggio. Cinque elicotteri sono stati inviati sul posto, ma due di loro sono stati deviati per soccorrere l'equipaggio della nave mercantile Hagland Captain, che aveva anch'essa subito un guasto al motore. L'equipaggio della Viking Sky è riuscito a ripristinare un motore e a gettare l'ancora, ma l'evacuazione è continuata.